# Liechtenstein na Zimowych Igrzyskach Olimpijskich 1988
Liechtenstein na Zimowych Igrzyskach Olimpijskich 1988 reprezentowało 13 zawodników. Reprezentant tego kraju, Paul Frommelt zdobył brązowy medal w narciarstwie alpejskim.

## Zdobyte medale
| Medal | Zawodnik      | Dyscyplina            | Konkurencja               | Rezultat    |
| ----- | ------------- | --------------------- | ------------------------- | ----------- |
| Brąz  | Paul Frommelt | Narciarstwo alpejskie | slalom specjalny mężczyzn | 1:39,84 min |

## Kadra

### Narciarstwo alpejskie

#### Mężczyźni
| Zawodnik       | Konkurencja | Konkurencja | Konkurencja        | Konkurencja        | Konkurencja       | Konkurencja               | Konkurencja               | Konkurencja               | Konkurencja               | Konkurencja               | Konkurencja               | Konkurencja               | Konkurencja | Konkurencja                       | Konkurencja                       | Konkurencja                       |
| Zawodnik       | Zjazd       | Zjazd       | Supergigant        | Supergigant        | Slalom gigant     | Slalom gigant             | Slalom gigant             | Slalom gigant             | Slalom specjalny          | Slalom specjalny          | Slalom specjalny          | Slalom specjalny          | Kombinacja  | Kombinacja                        | Kombinacja                        | Kombinacja                        |
| Zawodnik       | Czas        | Pozycja     | Czas               | Pozycja            | Czas 1. przejazdu | Czas 2. przejazdu         | Czas łączny               | Pozycje                   | Czas 1. przejazdu         | Czas 2. przejazdu         | Czas łączny               | Pozycja                   | Zjazd       | Slalom                            | Punkty                            | Pozycja                           |
| -------------- | ----------- | ----------- | ------------------ | ------------------ | ----------------- | ------------------------- | ------------------------- | ------------------------- | ------------------------- | ------------------------- | ------------------------- | ------------------------- | ----------- | --------------------------------- | --------------------------------- | --------------------------------- |
| Silvio Wille   | 2:07,77     | 36.         | 1:46,08            | 28.                | 1:09,20           | 1:05,88                   | 2:15,08                   | 29.                       | Dyskwalifikacja           | Nie ukończył konkurencji  | Nie ukończył konkurencji  | Nie ukończył konkurencji  | 2:21,71     | Nie ukończył 1. przejazdu slalomu | Nie ukończył 1. przejazdu slalomu | Nie ukończył 1. przejazdu slalomu |
| Gregor Hoop    | 2:08,50     | 38.         |                    |                    |                   |                           |                           |                           | Nie ukończył 1. przejazdu | Nie ukończył 1. przejazdu | Nie ukończył 1. przejazdu | Nie ukończył 1. przejazdu | 1:53,21     | 1:30,63                           | 114,62                            | 14.                               |
| Robert Büchel  | 2:08,66     | 39.         | Nie ukończył biegu | Nie ukończył biegu | 1:08,55           | Nie ukończył 2. przejazdu | Nie ukończył 2. przejazdu | Nie ukończył 2. przejazdu |                           |                           |                           |                           | 1:53,96     | 1:32,38                           | 136,70                            | 20.                               |
| Andreas Wenzel |             |             | 1:43,00            | 12.                | 1:05,65           | 1:03,38                   | 2:09,03                   | 5.                        |                           |                           |                           |                           |             |                                   |                                   |                                   |
| Günther Marxer |             |             | 1:44,16            | 17.                | 1:08,00           | 1:04,72                   | 2:12,72                   | 25.                       |                           |                           |                           |                           |             |                                   |                                   |                                   |
| Paul Frommelt  |             |             |                    |                    |                   |                           |                           |                           | 51,69                     | 48,15                     | 1:39,84                   | brąz                      | 1:56,82     | 1:26,53                           | 122,12                            | 16.                               |

#### Kobiety
| Zawodniczka     | Konkurencja         | Konkurencja         | Konkurencja         | Konkurencja         | Konkurencja                | Konkurencja                | Konkurencja                | Konkurencja                | Konkurencja       | Konkurencja               | Konkurencja               | Konkurencja               | Konkurencja | Konkurencja | Konkurencja | Konkurencja |
| Zawodniczka     | Zjazd               | Zjazd               | Supergigant         | Supergigant         | Slalom gigant              | Slalom gigant              | Slalom gigant              | Slalom gigant              | Slalom specjalny  | Slalom specjalny          | Slalom specjalny          | Slalom specjalny          | Kombinacja  | Kombinacja  | Kombinacja  | Kombinacja  |
| Zawodniczka     | Czas                | Pozycja             | Czas                | Pozycja             | Czas 1. przejazdu          | Czas 2. przejazdu          | Czas łączny                | Pozycja                    | Czas 1. przejazdu | Czas 2. przejazdu         | Czas łączny               | Pozycja                   | Zjazd       | Slalom      | Punkty      | Pozycja     |
| --------------- | ------------------- | ------------------- | ------------------- | ------------------- | -------------------------- | -------------------------- | -------------------------- | -------------------------- | ----------------- | ------------------------- | ------------------------- | ------------------------- | ----------- | ----------- | ----------- | ----------- |
| Jolanda Kindle  | 1:32,88             | 26.                 |                     |                     | Nie ukończyła 1. przejazdu | Nie ukończyła 1. przejazdu | Nie ukończyła 1. przejazdu | Nie ukończyła 1. przejazdu | 52,56             | Dyskwalifikacja           | Nie ukończyła konkurencji | Nie ukończyła konkurencji | 1:21,23     | 1:25,43     | 112,72      | 16.         |
| Jacqueline Vogt | Nie ukończyła biegu | Nie ukończyła biegu | Nie ukończyła biegu | Nie ukończyła biegu | 11:03,95                   | 1:10,69                    | 2:14,64                    | 21.                        | 53,94             | Nie ukończył 2. przejazdu | Nie ukończył 2. przejazdu | Nie ukończył 2. przejazdu | 1:20,81     | 1:28,31     | 130,22      | 18.         |

### Biegi narciarskie

#### Mężczyźni
| Zawodnik          | Konkurencja   | czas                  | Pozycja               |
| ----------------- | ------------- | --------------------- | --------------------- |
| Benjamin Eberle   | Bieg na 15 km | 46:49,3               | 50.                   |
| Patrick Hasler    | Bieg na 15 km | 47:07,3               | 51.                   |
| Konstantin Ritter | Bieg na 15 km | Nie ukończył biegu    | Nie ukończył biegu    |
| Benjamin Eberle   | Bieg na 30 km | 1:34:53,8             | 47.                   |
| Konstantin Ritter | Bieg na 30 km | 1:37:47,6             | 58.                   |
| Patrick Hasler    | Bieg na 30 km | 1:43:26,7             | 74.                   |
| Konstantin Ritter | Bieg na 50 km | Nie stanął na starcie | Nie stanął na starcie |

### Saneczkarstwo

#### Mężczyźni
| Zawodnik   | Konkurencja | Ślizg 1 | Ślizg 2                | Ślizg 3                | Ślizg 4                | Łącznie                | Pozycja                |
| ---------- | ----------- | ------- | ---------------------- | ---------------------- | ---------------------- | ---------------------- | ---------------------- |
| Peter Beck | Jedynki     | 47,319  | Nie ukończył 2. slizgu | Nie ukończył 2. slizgu | Nie ukończył 2. slizgu | Nie ukończył 2. slizgu | Nie ukończył 2. slizgu |